# GeoDA
GeoDA je volně dostupný softwarový balík, který vykonává analýzu prostorových dat, geovizualizaci, prostorové autokorelace a prostorové modelování.
OpenGeoDA je multiplatformní, open source verze programu Legacy GeoDA. Zatímco Legacy GeoDA běží pouze pod systémy Windows XP, OpenGeoDA funguje v několika verzích OS Windows (včetně XP, Vista, 7), Mac OS a Linuxu. Tento softwarový balík byl původně vyvinut v laboratoři Spatial Analysis Laboratory na univerzitě University of Illinois at Urbana-Champaign pod vedením Luc Anselin. Následně pak vývoj pokračoval v GeoDA centru pro Geospatial Analysis and Computation na univerzitě Arizona State Univerzity.
GeoDA má silné schopnosti vykonávat prostorové analýzy, vícerozměrné průzkumové analýzy dat, globální a lokální prostorovou autokorelaci a také i základní lineární regresi.

## Historie
Balík GeoDA nahradil to, čemu se dříve říkalo DynESDA, což je modul, který pracoval pod starým ArcView 3.x a prováděl průzkumnou analýzu prostorových dat (nebo ESDA). Současné verze softwarového balíku GeoDA už nejsou závislé na přítomnosti ArcView nebo dalších GIS softwarech v systému.

## Funkce
Projekty v GeoDA se skládají ze souboru shapefile (.shp), který definuje data mřížky a z atributové tabulky uložené v databázovém souboru (.dbf), ty pak mohou být v GeoDA i editovány.
GeoDA se specializuje na průzkumné analýzy a geovizualizaci dat, kde využívá techniky pro dynamické linkování a brushing. To znamená, že pokud uživatel má více náhledů nebo více oken v projektu, tak výběrem jednoho objektu v jednom z těchto oken, bude zvýrazněn i v dalších oknech.

GeoDA je schopen produkovat histogramy, krabicové grafy a bodové grafy k provedení jednoduchých průzkumných analýz dat. Nicméně nejdůležitější věcí je možnost mapování a linkování těchto statistických prostředků s prostorovým rozložením jevů, které právě uživatelé studují.

### Dynamické linkování a brushing v GeoDA
Dynamické linkování a tzv. „brushing“ jsou velmi výkonná zařízení, která umožňují uživatelům interaktivně zjišťovat nebo potvrzovat očekávané vzory prostorového uspořádání dat nebo na naopak jejich existenci vyvrátit. To umožňuje uživatelům získat informace z dat v prostorovém uspořádání, které jinak vyžadují velmi náročné počítačové úkony, kde je potřeba zadávat hodnoty a zvlášť pak dostávat jednotlivé statistické výsledky. Což může být pro uživatele překážkou, pokud jde třeba o odborné znalosti uživatele nebo i o softwarové možnosti.

### Anselin's Moran bodový graf
Velmi zajímavé zařízení, které je k dispozici v GeoDa, je Anselin’s Moran bodový graf, jež slouží k prozkoumání globálních vzorů autokorelace v prostoru. Tento graf znázorňuje standardní proměnné v x - ose proti prostorovému zpoždění těchto proměnných. Kdy prostorové zpoždění není nic jiného než souhrn vlivů okolních prostorových jednotek. A toto shrnutí je dosaženo pomocí váhy prostorové matice, která může mít různé formy, nejobvykleji však jako dotyková matice. Dotyková matice má hodnotu 1 na pozici (i, j), když he když se prostorová jednotka j dotýká jednotky i. Pro zjednodušení, matice je standardizována tak, že součet řádků je vydělený každou hodnotou řádku původní matice.

V podstatě Anselin’s Moran bodový graf ukazuje vztah proměnné v místě s proměnnými ve svém okolí. Konstrukce sklonu přímky v bodovém grafu je ekvivalencí Moran I koeficientu. Což je známá statistika, která se tvoří pro globální prostorové autokorelace: vysoké hodnoty proměnné v místě i mají tendenci se dělit s vysokými hodnotami téže proměnné v místech, jež sousedí s i. Jestliže je sklon v bodovém grafu negativní, což by znamenalo, že nám vzniká jakýsi šachovnicový vzor nebo druh prostorové konkurence, v níž vysoké hodnoty proměnné v místě i mají tendenci být umístěny společně s nižšími hodnotami ve svém okolí.

V Anselin’s Moran bodovém grafu se sklon křivky vypočítá a zobrazí přímo na horní části grafu. A jak můžete vidět, tato hodnota je kladná, což znamená, že oblasti s vysokou mírou kriminality mají tendenci mít ve svém okolí také oblasti s vyššími mírami kriminality.

### Globální versus lokální analýzy v GeoDA
Na globální úrovni tady můžeme mluvit o shlukování, tj. obecném trendu mapy, který je shlukován. A na lokální úrovni mluvíme o shluku, tj. že jsme schopni určit lokaci shluku. Ta pak může být hodnocena pomocí „lokálních ukazatelů prostorové asociace“ („Local Indicators of Spatial Association“ – LISA). LISA analýza nám umožňuje zjistit, kde jsou oblasti s vysokými hodnotami proměnných, a které jsou obklopeny vysokými hodnotami ve svém okolí, tj. to, co se nazývá „high-high“ shluky. Současně také zjišťuje opačné hodnoty a tedy tzv. „low-low“ shluky.
Dalším typem jevu, který je důležitý analyzovat v této souvislosti je existence odlehlých hodnoty, které představují vysoké hodnoty proměnných, které jsou obklopeny nízkými hodnotami ve svém okolí. Tuto funkci umožňuje v GeoDa Anselin’s Moran bodový graf. Všimněte si však, že skutečnost, že je hodnota vysoká ve srovnání se sousedními hodnotami, ještě nemusí nutně znamenat, že se jedná o odlehlou hodnotu, kterou zjišťujeme pro posouzení statistické významnosti vztahu těchto hodnot. Jinými slovy, můžeme najít oblasti, které se zdají být shlukovány nebo které mají shluky, ale až statistické postupy, které se provedou, nám ukážou, zda se jedná o statisticky významné shluky nebo odlehlé hodnoty. Tyto postupy, jež jsou použité k posouzení statistické významnosti, spočívají na Monte Carlo simulaci různých uspořádání dat a empirického rozdělení simulovaných statistik. Poté původní získaná hodnota je srovnána s výsledkem simulovaných hodnot, a jestli hodnota překroč 95 percentil, tak se říká, že je vztah významný na 5 %.